# Country
A countryzene az Amerikai Egyesült Államok déli részén élő, főleg skótok, írek zenéje, akik a saját népzenéjüket az Amerikában hallott blueszal keverték. A stílusnak ezen kívül gospel gyökerei is vannak. A country amerikai „farmerzene” vagy népzene, mely elsősorban a fehérek körében népszerű. Kezdetben a gyapotföldeken dolgozók zenéje volt, munkadalok formájában.

## Története
Az első úttörők a countryzene atyjának is nevezett Jimmie Rodgers és a Carter Family voltak, akik 1927-ben az első country lemezfelvételt készítették.
Kereskedelmi verziója a szinte mérhetetlenül kedvelt és sok mai fiatal által erősen lenézett, nashville-i tömeggyártású kortárs country. Külön változata az ausztráliai country, melynek híres előadója Slim Dusty. Ma már külön értéknek számít a „klasszikus” vagy 'outlaw"-nak is nevezett (1960-as, 70-es évekbeli) country (Johnny Cash, Willie Nelson, Kris Kristofferson, Dolly Parton).
A countryhoz legközelebb álló rokonzenei műfaj a bluegrass (kékfű), atyja Bill Monroe (1911-1996), ismertebb tradicionális előadók Lester Flatt & Earl Scruggs. Jelenlegi jelentősebb képviselői Rhonda Vincent, Alisson Krauss.
A countryzenére táncolás a linedance, azaz formatánc.
A magyar countryzene legjelentősebb képviselői: Bojtorján,  100 Folk Celsius, Country Road.